# Tetradă lunară

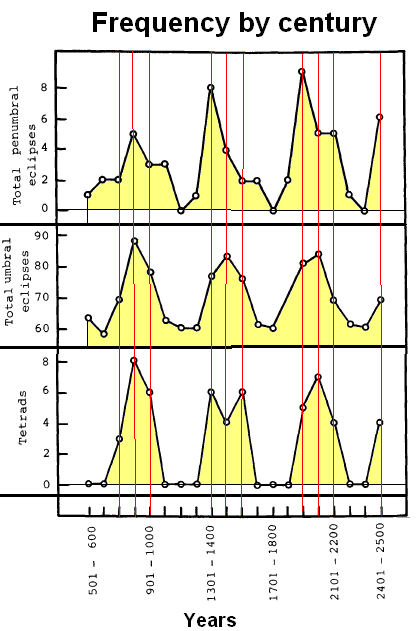
The frequency of tetrads varies by century with the frequency of total lunar eclipses.

În astronomie,  o tetradă lunară este o serie de patru eclipse totale de Lună care se produc la un interval de câte șase lunații, în doi ani consecutivi.
Giovanni Schiaparelli a remarcat faptul că există epoci în care aceste tetrade se produc relativ frecvent, întrerupte de epoci în care sunt rare. Anton Pannekoek (1951) a găsit o periodicitate de 591 de ani. Van den Bergh (1954) a găsit o periodicitate de 586 de ani. Tudor Hughes a explicat variațiile pe lung termen prin excentricitea orbitei  Pământului: recurența tetradelor lunare este variabilă, ea fiind de circa 565 de ani.
Acest fenomen, relativ rar, se produce în 2014-2015, tetrada precedentă a fost în 2003-2004, iar următoarea tetradă va avea loc în 2032-2033. În total, în secolul al XXI-lea vor avea loc opt tetrade. 

## Listă a tetradelor între anii 1949 - 2051

### 1949-2000
| Seria Saros    | Data observării | Tip            |           | Seria Saros        | Data observării | Tip           |
| 1949-1950      | 1949-1950       | 1949-1950      | 1949-1950 | 1949-1950          | 1949-1950       | 1949-1950     |
| Nod descendent | Nod descendent  | Nod descendent |           | Nod ascendent      | Nod ascendent   | Nod ascendent |
| -------------- | --------------- | -------------- | --------- | ------------------ | --------------- | ------------- |
| 121            | 13 aprilie 1949 | Total          | 126       | 07 octombrie 1949  | Total           |               |
| 131            | 02 aprilie 1950 | Total          | 136       | 26 septembrie 1950 | Total           |               |
| 1967-1968      |                 |                |           |                    |                 |               |
| Nod descendent | Nod descendent  | Nod descendent |           | Nod ascendent      | Nod ascendent   | Nod ascendent |
| 121            | 24 aprilie 1967 | Total          | 126       | 18 octombrie 1967  | Total           |               |
| 131            | 13 aprilie 1968 | Total          | 136       | 06 octombrie 1968  | Total           |               |
| 1985-1986      |                 |                |           |                    |                 |               |
| Nod descendent | Nod descendent  | Nod descendent |           | Nod ascendent      | Nod ascendent   | Nod ascendent |
| 121            | 04 mai 1985     | Total          | 126       | 28 octombrie 1985  | Total           |               |
| 131            | 24 aprilie 1986 | Total          | 136       | 17 octombrie 1986  | Total           |               |

### 2001-2051
| Saros          | Data observării | Tip            |           | Saros              | Data observării | Tip            |
| 2003-2004      | 2003-2004       | 2003-2004      | 2003-2004 | 2003-2004          | 2003-2004       | 2003-2004      |
| Nod descendent | Nod descendent  | Nod descendent |           | Nod ascendent      | Nod ascendent   | Nod ascendent  |
| -------------- | --------------- | -------------- | --------- | ------------------ | --------------- | -------------- |
| 121            | 16 mai 2003     | totală         | 126       | 09 noiembrie 2003  | totală          |                |
| 131            | 04 mai 2004     | totală         | 136       | 28 octombrie 2004  | totală          |                |
| 2014-2015      |                 |                |           |                    |                 |                |
| Nod ascendent  | Nod ascendent   | Nod ascendent  |           | Nod descendent     | Nod descendent  | Nod descendent |
| 122            | 15 aprilie 2014 | Totală         | 127       | 08 octombrie 2014  | Totală          |                |
| 132            | 04 aprilie 2015 | Totală         | 137       | 28 septembrie 2015 | Totală          |                |
| 2032-2033      |                 |                |           |                    |                 |                |
| Nod ascendent  | Nod ascendent   | Nod ascendent  |           | Nod descendent     | Nod descendent  | Nod descendent |
| 122            | 25 aprilie 2032 | Totală         | 127       | 18 octombrie 2032  | Totală          |                |
| 132            | 14 aprilie 2033 | Totală         | 137       | 8 octombrie 2033   | Totală          |                |
| 2043-2044      |                 |                |           |                    |                 |                |
| Nod descendent | Nod descendent  | Nod descendent |           | Nod ascendent      | Nod ascendent   | Nod ascendent  |
| 123            | 25 martie 2043  | Totală         | 128       | 19 septembrie 2043 | Totală          |                |
| 133            | 13 martie 2044  | Totală         | 138       | 7 septembrie 2044  | Totală          |                |
| 2050-2051      |                 |                |           |                    |                 |                |
| Nod ascendent  | Nod ascendent   | Nod ascendent  |           | Nod descendent     | Nod descendent  | Nod descendent |
| 122            | 6 mai 2050      | Totală         | 127       | 30 octombrie 2050  | Totală          |                |
| 132            | 26 aprilie 2051 | Totală         | 137       | 19 octombrie 2051  | Totală          |                |